# Sathuvachari
Sathuvachari là một thị xã của quận Vellore thuộc bang Tamil Nadu, Ấn Độ.

## Nhân khẩu
Theo điều tra dân số năm 2001 của Ấn Độ, Sathuvachari có dân số 45.439 người. Phái nam chiếm 50% tổng số dân và phái nữ chiếm 50%. Sathuvachari có tỷ lệ 79% biết đọc biết viết, cao hơn tỷ lệ trung bình toàn quốc là 59,5%: tỷ lệ cho phái nam là 84%, và tỷ lệ cho phái nữ là 75%. Tại Sathuvachari, 10% dân số nhỏ hơn 6 tuổi.